# Athyrium praetermissum
Athyrium praetermissum är en majbräkenväxtart som beskrevs av Sledge. Athyrium praetermissum ingår i släktet Athyrium och familjen Athyriaceae. Inga underarter finns listade.